# Клуб металлистов (Витебск)
Клуб металлистов — здание в Витебске, Беларусь, построенное в стиле конструктивизма в 1929—1932 годах по проекту архитекторов А. Я. Васильева и Л. И. Пономарёвой.
Расположено на правом берегу Западной Двины; не эксплуатируется.

## История
Построен по типовому проекту архитекторов А. Я. Васильева (1900—1961) и Л. И. Пономарёвой в 1929—1932 годах.
В 1941 году в здании и на окружающей территории находилось еврейское гетто, созданное немецкими оккупационными властями.
В послевоенные годы в здании располагался драматический театр имени Якуба Коласа. В 1947 году здесь происходил суд над фашистскими преступниками.
В 1959 году в бывшем клубе металлистов был открыт Дом культуры Витебского района, который находился в здании до 2006 года.
В 2009 году здесь случился пожар на третьем этаже, выгорели интерьеры. В настоящее время здание пустует.
Здание продано частному инвестору, идет реконструкция.